# Ruotsalainen (efternamn)

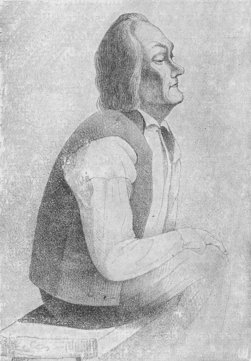
Paavo Ruotsalainen

Ruotsalainen är ett finskt efternamn som härstammar från Ruotsi, vilket är finska för Sverige. Namnet har tillskrivits människor med svenskt ursprung eller invånare i Finland under svenska tiden. I öster har det också använts som skiljenamn mellan katoliker/lutheraner och ortodoxa. 
Ruotsalainen är traditionellt vanligast i savolaxisk-karelskt område, i Kajanaland och Nordösterbotten. 
Äldsta belägg torde vara från 1566 och 1569, då Annders rodzala och Anders Råssalaijne nämns i Nykyrka i Viborgs län.  

## Personer med efternamnet Ruotsalainen
- Paavo Ruotsalainen (1777–1852), väckelseledare
- Reijo Ruotsalainen (född 1960), ishockeyspelare
- Veikko Hannes Ruotsalainen (1908–1986), skidåkare (nordisk kombination)